# Iso-Loukee
Iso-Loukee är en sjö i kommunen Jockas i landskapet Södra Savolax i Finland. Arean är 46 hektar och strandlinjen är 3,7 kilometer lång. Sjön  ingår i Vuoksens huvudavrinningsområde.   Den ligger omkring 32 kilometer nordöst om S:t Michel och omkring 240 kilometer nordöst om Helsingfors. 